# 红旗国雅
红旗国雅是由中国一汽旗下的红旗品牌的子品牌红旗金葵花生产的超豪华轿车。

## 概要
2024年4月25日，红旗国雅在第十八届北京国际汽车展览会上开启预定。

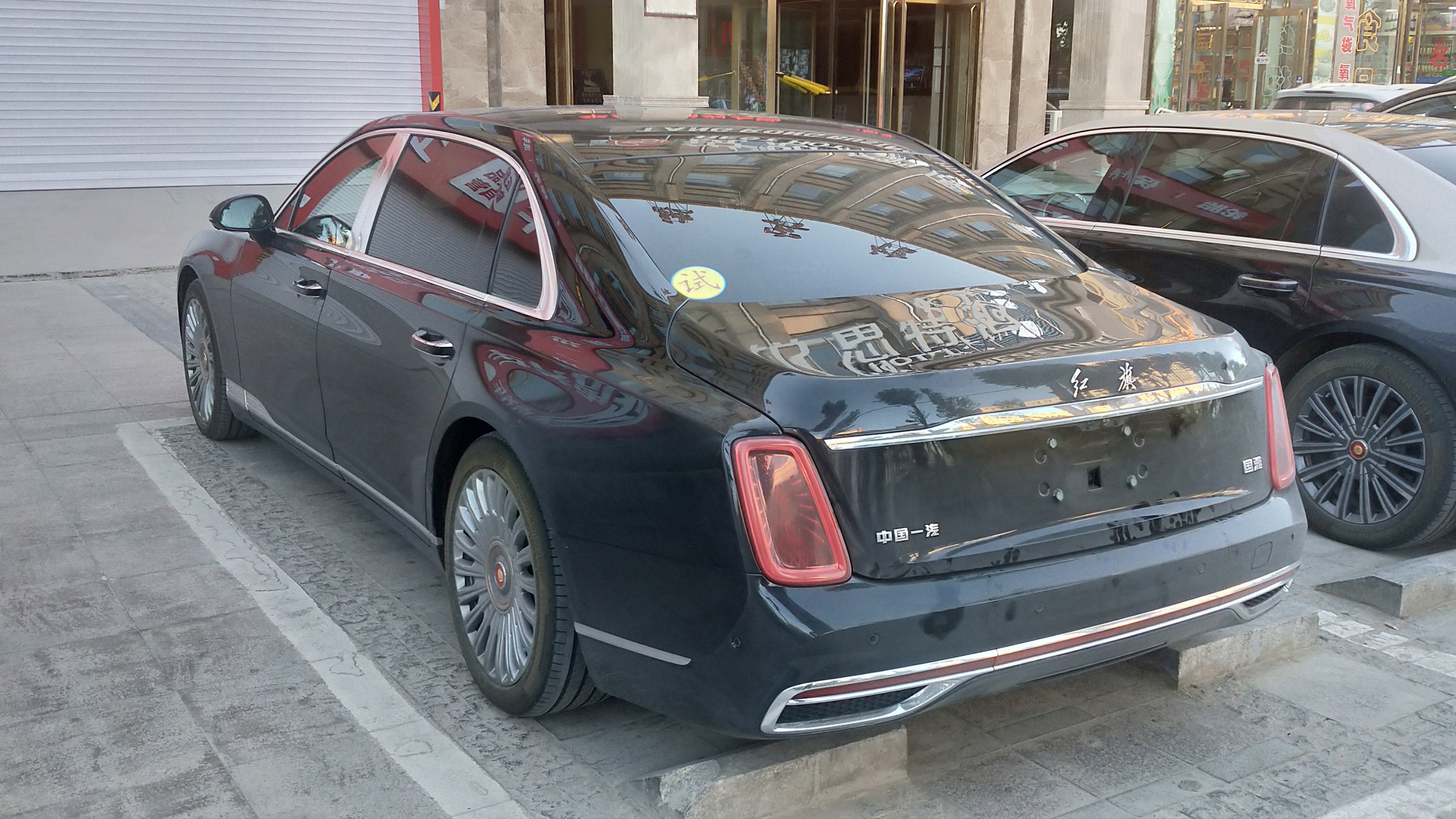
红旗国雅后部
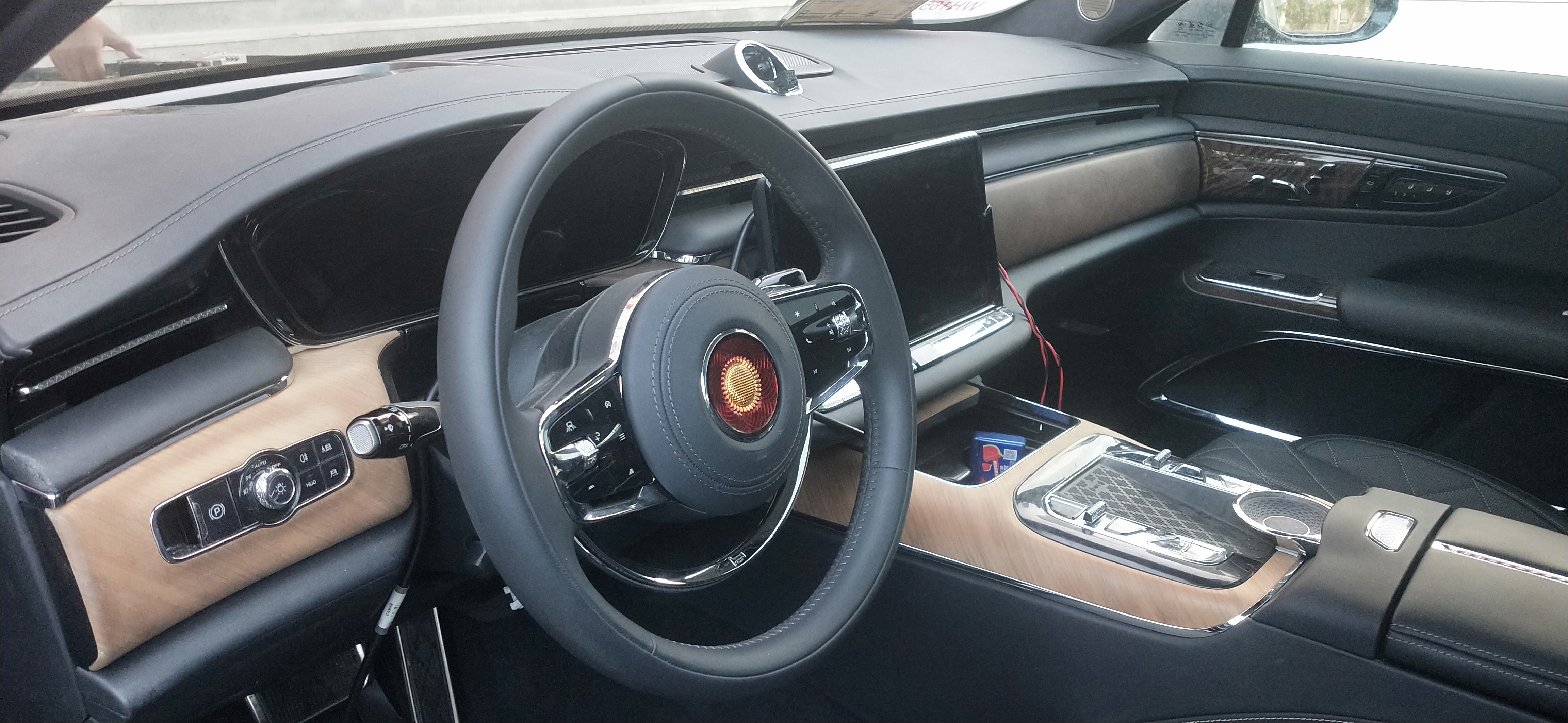
内饰